# Three Bars
Three Bars (1940-1968) est un cheval de course de la race des Pur-sangs, devenu membre de l′ American Quarter Horse Association (ou AQHA) et de l′American Quarter Horse Hall of Fame en 1989. C'est un célèbre père de Quarter Horse.

## Biographie
Three Bars naît le 8 avril 1940. Après une performance prometteuse à l’entraînement pour les courses, il développe des problèmes aux jambes qui l'empêchent de bien courir avant l’âge de six ans. Il se trouve alors en Arizona, propriété de Sidney H. Vail, qui l'a acquis pour 10 000 $ en 1945. Finalement, ses problèmes de jambes se résorbent assez pour qu'il puisse courir et montrer une grande vitesse dès ses débuts. Il remporte le Speed Handicap en 1946 à l′Hipodromo de Tijuana, à Tijuana au Mexique ; il s'agit d'une course à enjeux non classée d'une distance de trois quarts de mile, dotée d'un prix d'une valeur de 4 000 $, pour chevaux âgés de trois ans ou plus. Le temps gagnant est de 1:10 et un cinquième. Vail loue son étalon à Walter Merrick, l'un des premiers éleveurs de Quarter Horses de course, pendant quelques années, mais l'héberge aussi en Arizona et en Californie. Three Bars meurt en mars 1968 dans l'Oklahoma, au ranch de Walter Merrick.

## Origines
Three Bars est un fils de l'étalon Pur-sang Percentage et de la jument Pur-sang Myrtle Dee. 

## Carrière de reproducteur
Three Bars est le père de 29 champions AQHA, 4 champions suprêmes AQHA, 317 gagnants du Racing Register of Merit, et ses poulains ont gagné plus de 3 millions de dollars sur hippodrome. 
Parmi ses descendants célèbres figurent M. Bar None, Gay Bar King, Sugar Bars, Lightning Bar, Tonto Bars Gill, St. Bar, Steel Bars et Bar Money. D'autres incluent Triple Chick, Alamitos Bar, Bar Depth, Royal Bar, Josie's Bar et Galobar. Son petit-fils Doc Bar est devenu l'un des pères de chevaux de coupe les plus influents jamais connus. Un autre petit-fils, Tonto Bars Hank, a engendré des chevaux polyvalents. Jewel's Leo Bars (Freckles), un cheval de cutting exceptionnel et père de chevaux de cutting, est un autre petit-fils de Three Bars (TB). Impressive, triple descendant de Three Bars, est devenu le meilleur père des chevaux Quarter Horse de Halter des années 1970 aux années 1990. Ses descendants Rocket Bar (TB), Sugar Bars, Lena's Bar (TB), Lightning Bar et Zippo Pat Bars ont tous été intronisés au American Quarter Horse Hall of Fame. Parmi ses petits-enfants, Doc Bar, Zippo Pine Bar, Easy Jet, Kaweah Bar, Zan Parr Bar et The Invester ont été intronisés au Temple de la renommée de l'AQHA. Quatre de ses fils sont champions suprêmes de l'AQHA — Kid Meyers, Bar Money, Fairbars et Goldseeker Bars.